# Арарат (Москва)
«Арарат» — російський футбольний клуб з Москви, що існував у 2017—2018 роках, після чого перебазувався до Вірменії, де став виступати під назвою «Арарат-Вірменія». Немає такої команди 

## Історія
Футбольний клуб «Арарат» був створений в кінці березня 2017 року за підтримки Асоціації вірменської молоді Москви. Команда була названа в честь однойменного єреванського клубу. Клуб стартував у змаганнях зони «Москва» 2017 року третього дивізіону. Домашньою ареною команди був стадіон «Спартаківець» імені М. П. Старостіна.
30 травня 2017 року клуб отримав ліцензію РФС на виступ в зоні «Центр» другого дивізіону в сезоні 2017/18, в той же день контракт з командою підписав колишній нападник збірної Росії Роман Павлюченко. 7 червня клуб підписав ще одного гравця, який має досвід виступу за збірну Росії — Олексія Ребка (31-річний півзахисник є вихованцем московського «Спартака»), 9 червня Марата Ізмайлова, а 26 червня — Ігоря Лебеденко.
Головним тренером команди був призначений 45-річний фахівець Сергій Булатов, який підписав угоду з клубом на 1 рік. Проте 30 липня 2017 року він покинув свій пост з офіційним формулюванням «за сімейними обставинами». Виконуючим обов'язки головного тренера призначено 31-річний Аркадій Імреков, який керував командою до приходу Булатова. 16 серпня пост головного тренера зайняв Олександр Григорян.
У сезоні ПФЛ 2017/2018 перед командою було поставлено завдання виходу в ФНЛ. Домашні матчі команда стала проводити на головній арені стадіону імені Едуарда Стрельцова, що мала натуральне трав'яне покриття.
31 серпня 2017 року стало відомо, що президент клубу Валерій Оганесян написав заяву про звільнення з посади за станом здоров'я і полетів у Грузію. Фінансова перевірка показала, що перед цим він зняв з рахунку клубу 20 мільйонів рублів без відповідних документів, у зв'язку з чим проводиться дослідча перевірка. Головний тренер команди Олександр Григорян заявив пресі, що клуб припинить існування після 8 вересня.
9 вересня медіаменеджер Арам Габрелянов оголосив про те, що стає єдиним власником клубу. За його словами, основне фінансування забезпечать власник групи «Ташир» Самвел Карапетян і співвласник групи «Авілон» Камо Авагумян.
26 жовтня 2017 року Олександр Григорян, який пропрацював головним тренером 2 місяці і десять днів, покинув клуб, а на його місце з приставкою  в. о. заступив Погос Галстян. Заключні домашні матчі календарного року команда стала проводити на стадіоні «Академії „Спартак“ імені Ф.Ф.Черенкова» в Сокольниках, що мало поле з штучним покриттям.
28 квітня 2018 року клуб, зігравши внічию з саратовським «Соколом», достроково, за п'ять турів, вийшов в ФНЛ. Втім після закінчення сезону 2017/18 команда відмовилася від участі в ФНЛ. Клуб був перебазований в Вірменію, де об'єднався з однойменним клубом з Єревану і під новою назвою «Арарат-Вірменія» отримав право на участь у чемпіонаті вірменської Прем'єр-ліги сезону-2018/19. Таким чином футбольний клуб Арарат-Москва припинив своє існування як суб'єкт  Російської Федерації.

## Досягнення

### Національні
Кубок Росії
- 1/16 фіналу (1): 2017/18

ПФЛ (зона «Центр»)
- Переможець (1): 2017/18

## Головні тренери
- по 6 червня 2017 —  Аркадій Імреков[en]
- 7 червня — 30 липня 2017 —  Сергій Булатов
- 30 липня — 15 серпня 2017 —  Аркадій Імреков[en] (в. о.)
- 16 серпня — 26 жовтня 2017  Олександр Григорян
- 26 жовтня — 19 листопада 2017  Погос Галстян (в. о.)
- з 19 листопада 2017 —  Ігор Звєздін
- з 2018 року —  Максим Букаткін